# Heliotropium convolvulaceum
Heliotropium convolvulaceum là loài thực vật có hoa trong họ Mồ hôi. Loài này được (Nutt.) A. Gray mô tả khoa học đầu tiên năm 1858.